# Elezioni parlamentari in Belgio del 1999
Le elezioni parlamentari in Belgio del 1999 si tennero il 13 giugno per il rinnovo del Parlamento federale (Camera dei rappresentanti e Senato). In seguito all'esito elettorale, Guy Verhofstadt, espressione dei Liberali e Democratici Fiamminghi, divenne Primo ministro.

## Risultati elettorali

### Camera dei rappresentanti
| Liste                                                            | Voti      | %     | Seggi |
| ---------------------------------------------------------------- | --------- | ----- | ----- |
| Liberali e Democratici Fiamminghi                                | 888 861   | 14,30 | 23    |
| Partito Popolare Cristiano                                       | 875 455   | 14,09 | 22    |
| Partito Socialista                                               | 631 653   | 10,16 | 19    |
| Partito Riformatore Liberale - Fronte Democratico dei Francofoni | 630 219   | 10,14 | 18    |
| Blocco Fiammingo                                                 | 613 399   | 9,87  | 15    |
| Partito Socialista Differente                                    | 593 372   | 9,55  | 14    |
| Ecolo                                                            | 457 281   | 7,36  | 11    |
| Agalev                                                           | 434 449   | 6,99  | 9     |
| Partito Sociale Cristiano                                        | 365 318   | 5,88  | 10    |
| Unione Popolare                                                  | 345 576   | 5,56  | 8     |
| Vivant                                                           | 130 701   | 2,10  | –     |
| Fronte Nazionale                                                 | 90 401    | 1,45  | 1     |
| Partito del Lavoro del Belgio                                    | 33 336    | 0,54  | –     |
| Partito Comunista (Vallonia-Bruxelles)                           | 23 081    | 0,37  | –     |
| Partito per una Nuova Politica Belga                             | 22 591    | 0,36  | –     |
| Fronte Nuovo del Belgio                                          | 22 491    | 0,36  | –     |
| Wallon                                                           | 11 863    | 0,19  | –     |
| Invecchiare con Dignità                                          | 8 033     | 0,13  | –     |
| Partito Francia                                                  | 7 493     | 0,12  | –     |
| Altri <0,10%                                                     | 28 501    | 0,46  | –     |
| Totale                                                           | 6 214 074 | 100   | 150   |

- Risultano da una sommatoria i voti delle liste di seguito indicate.

1. Vivant: 69.951 voti (circoscrizioni delle Fiandre); 46.742 voti (circoscrizioni della Vallonia); 14.008 voti (circoscrizione Bruxelles-Hal-Vilvorde).
2. Partito del Lavoro del Belgio: 22.170 voti (Partito del Lavoro - Unità Antifascista, circoscrizioni delle Fiandre); 8.760 voti (Partito del Lavoro del Belgio - Unità Anticapitalista); 2.406 voti (Partito del Lavoro del Belgio - Partito del Lavoro, circoscrizione Bruxelles-Hal-Vilvorde).
3. Partito per una Nuova Politica Belga: 12.021 voti (circoscrizioni delle Fiandre); 8781 voti (circoscrizioni della Vallonia); 1.789 (circoscrizione Bruxelles-Hal-Vilvorde).

### Senato
| Liste                                                            | Voti      | %     | Seggi |
| ---------------------------------------------------------------- | --------- | ----- | ----- |
| Liberali e Democratici Fiamminghi                                | 952 116   | 15,37 | 6     |
| Partito Popolare Cristiano                                       | 913 508   | 14,75 | 6     |
| Partito Riformatore Liberale - Fronte Democratico dei Francofoni | 654 961   | 10,57 | 5     |
| Partito Socialista                                               | 597 890   | 9,65  | 4     |
| Blocco Fiammingo                                                 | 583 208   | 9,42  | 4     |
| Partito Socialista Differente                                    | 550 657   | 8,89  | 4     |
| Ecolo                                                            | 458 658   | 7,40  | 3     |
| Agalev                                                           | 438 931   | 7,09  | 3     |
| Partito Sociale Cristiano                                        | 374 002   | 6,04  | 3     |
| Unione Popolare                                                  | 317 830   | 5,13  | 2     |
| Vivant                                                           | 123 498   | 1,99  | –     |
| Fronte Nazionale                                                 | 92 924    | 1,50  | –     |
| Partito del Lavoro del Belgio                                    | 35 493    | 0,57  | –     |
| Partito per una Nuova Politica Belga                             | 26 124    | 0,42  | –     |
| Fronte Nuovo del Belgio                                          | 23 382    | 0,38  | –     |
| Partito Comunista (Vallonia-Bruxelles)                           | 21 991    | 0,36  | –     |
| Altri <10000 voti                                                | 29 198    | 0,47  | –     |
| Totale                                                           | 6 194 371 | 100   | 40    |

- Risultano da una sommatoria i voti delle liste di seguito indicate.

1. Vivant: 66.397 voti (circoscrizioni delle Fiandre); 57.101 voti (circoscrizioni della Vallonia)
2. Partito del Lavoro del Belgio: 24.150 (circoscrizioni delle Fiandre); 11.343 voti (circoscrizioni della Vallonia).
3. Partito per una Nuova Politica Belga: 15.599 voti (circoscrizioni delle Fiandre); 10.525 voti (circoscrizioni della Vallonia).